# David Whyte
David Whyte (Londres, 20 de abril de 1971 - ibídem, 9 de septiembre de 2014) fue un futbolista británico que jugaba en la demarcación de delantero.

## Biografía
David Whyte debutó como futbolista en 1989 con el Crystal Palace FC. Jugó durante tres temporadas, llegando a ganar la Full Members Cup de 1991. En 1992 se fue en calidad de cedido al Charlton Athletic FC, y tras volver al Crystal Palace FC por dos años, y ganando la Football League Second Division, se fue de nuevo al Charlton Athletic FC, pero en calidad de traspaso. Posteriormente fichó por el Reading FC, Ipswich Town FC, Bristol Rovers FC y para el Southend United FC, donde se retiró como futbolista.
Falleció el 9 de septiembre de 2014 a los 43 años de edad.

## Clubes
| Club                          | País       | Año       | Partidos | Goles |
| ----------------------------- | ---------- | --------- | -------- | ----- |
| Crystal Palace FC             | Inglaterra | 1989-1992 | 20       | 4     |
| Charlton Athletic FC (cedido) | Inglaterra | 1992      | 8        | 2     |
| Crystal Palace FC             | Inglaterra | 1992-1994 | 11       | 1     |
| Charlton Athletic FC          | Inglaterra | 1994-1997 | 107      | 33    |
| Reading FC                    | Inglaterra | 1997      | 0        | 0     |
| Ipswich Town FC               | Inglaterra | 1997      | 2        | 0     |
| Bristol Rovers FC             | Inglaterra | 1998      | 6        | 0     |
| Southend United FC            | Inglaterra | 1998-1999 | 31       | 4     |

## Palmarés

### Campeonatos nacionales
| Título                          | Club              | País       | Año  |
| ------------------------------- | ----------------- | ---------- | ---- |
| Full Members Cup                | Crystal Palace FC | Inglaterra | 1991 |
| Football League Second Division | Crystal Palace FC | Inglaterra | 1994 |